# Per fare l'amore (Le Vibrazioni)
Per fare l'amore è un singolo del gruppo musicale italiano Le Vibrazioni, pubblicato il 12 giugno 2020.

## Video musicale
Il videoclip, girato a Milano durante il lockdown scattato a causa della pandemia di COVID-19, è stato pubblicato il 12 giugno 2020 sul canale Vevo-YouTube del gruppo.